# Знаки почтовой оплаты СССР (1932)
Зна́ки почто́вой опла́ты СССР (1932) — перечень (каталог) знаков почтовой оплаты (почтовых марок), введённых в обращение дирекцией по изданию и экспедированию знаков почтовой оплаты Народного комиссариата связи СССР в 1932 году.
С 10 апреля по 5 декабря 1932 года было выпущено 22 почтовые марки, в том числе 16 памятных (коммеморативных) и 6 стандартных третьего выпуска (1929—1941). Марки  (ЦФА [АО «Марка»] № 334),  (ЦФА [АО «Марка»] № 336),  (ЦФА [АО «Марка»] № 337),  (ЦФА [АО «Марка»] № 338) и  (ЦФА [АО «Марка»] № 339) официально в обращение не поступали.

## Список коммеморативных (памятных) марок
Порядок следования элементов в таблице соответствует номеру по каталогу марок СССР (ЦФА), в скобках приведены номера по каталогу «Михель».
| № по каталогу                                                         | Изображение | Описание и источники                            | Номинал   | Дата выпуска          | Тираж   | Художник                       |
| --------------------------------------------------------------------- | ----------- | ----------------------------------------------- | --------- | --------------------- | ------- | ------------------------------ |
| (ЦФА [АО «Марка»] № 387) (Mi #407)                                    |             | Спешная почта: почтовый мотоцикл                | 0,05 руб. | 10 апреля 1932 года   | 500 000 | Иван Дубасов                   |
| (ЦФА [АО «Марка»] № 388) (Mi #408)                                    |             | Спешная почта: почтовый автомобиль              | 0,10 руб. | 10 апреля 1932 года   | 200 000 | Иван Дубасов                   |
| (ЦФА [АО «Марка»] № 389) (Mi #409)                                    |             | Спешная почта: паровоз                          | 0,80 руб. | 10 апреля 1932 года   | 200 000 | Иван Дубасов                   |
| (ЦФА [АО «Марка»] № 390) (Mi #410)                                    |             | Авиаэкспресс: Международный полярный год        | 0,50 руб. | 26 августа 1932 года  | 750 000 | Иван Дубасов                   |
| (ЦФА [АО «Марка»] № 391) (Mi #411)                                    |             | Авиаэкспресс: Международный полярный год        | 1,00 руб. | 26 августа 1932 года  | 750 000 | Иван Дубасов                   |
| (ЦФА [АО «Марка»] № 392) (Mi #412)                                    |             | Максим Горький                                  | 0,15 руб. | 25 сентября 1932 года | 200 000 | Александр Волков               |
| (ЦФА [АО «Марка»] № 392-1) (Mi #412)                                  |             | Максим Горький                                  | 0,15 руб. | 25 сентября 1932 года | 200 000 | Александр Волков               |
| (ЦФА [АО «Марка»] № 394) (Mi #406)                                    |             | Дирижаблестроение: дирижабль над Днепростроем   | 0,15 руб. | октябрь 1932 года     | 750 000 | Фёдор Слуцкий Алексей Троицкий |
| (ЦФА [АО «Марка»] № 395) (Mi #421)                                    |             | МОПР                                            | 0,50 руб. | 5 ноября 1932 года    | 200 000 | Фёдор Фёдоровский              |
| (ЦФА [АО «Марка»] № 396) (Mi #414)                                    |             | 15 лет Октября: Ленин на броневике              | 0,03 руб. | ноябрь 1932 года      | 400 000 | Анатолий Суворов               |
| (ЦФА [АО «Марка»] № 397) (Mi #415)                                    |             | 15 лет Октября: Штурм Зимнего дворца            | 0,05 руб. | ноябрь 1932 года      | 400 000 | Илья Соколов                   |
| (ЦФА [АО «Марка»] № 398) (Mi #416 A)                                  |             | 15 лет Октября: плотина Днепрогэса              | 0,10 руб. | 10 октября 1932 года  | 200 000 | Михаил Маторин                 |
| (ЦФА [АО «Марка»] № 398А) (Mi #416 C)                                 |             | 15 лет Октября: плотина Днепрогэса              | 0,10 руб. | 10 октября 1932 года  | 200 000 | Михаил Маторин                 |
| (ЦФА [АО «Марка»] № 399) (Mi #417)                                    |             | 15 лет Октября: комбайны в поле                 | 0,15 руб. | ноябрь 1932 года      | 200 000 | Илья Соколов                   |
| (ЦФА [АО «Марка»] № 402) (Mi #420)                                    |             | 15 лет Октября: Ленин                           | 0,35 руб. | ноябрь 1932 года      | 50 000  | Иван Дубасов                   |
| (ЦФА [АО «Марка»] № 403) (Mi #422)                                    |             | Филателистическая выставка в Москве             | 0,15 руб. | 5 декабря 1932 года   | 300 000 | Василий Завьялов               |
| (ЦФА [АО «Марка»] № 404) (Mi #423)                                    |             | Филателистическая выставка в Москве             | 0,35 руб. | 5 декабря 1932 года   | 100 000 | Василий Завьялов               |
| (ЦФА [АО «Марка»] № 403) (Mi #422) (ЦФА [АО «Марка»] № 404) (Mi #423) |             | «Картонка»: Филателистическая выставка в Москве | 1,00 руб. | 5 декабря 1932 года   | 500     | Василий Завьялов               |

## Третий выпуск стандартных марок (1929—1941)
В 1932 году продолжена эмиссия стандартных почтовых марок третьего стандартного выпуска СССР.
Порядок следования элементов в таблице соответствует номеру по каталогу марок СССР (ЦФА), в скобках приведены номера по каталогу «Михель».
| № по каталогу                        | Изображение | Описание и источники                            | Номинал   | Дата выпуска       | Тираж    | Художник         |
| ------------------------------------ | ----------- | ----------------------------------------------- | --------- | ------------------ | -------- | ---------------- |
| (ЦФА [АО «Марка»] № 330) (Mi #392 D) |             | Телеграф                                        | 1,00 руб. | май 1932 года      | массовый | В. Корзун        |
| (ЦФА [АО «Марка»] № 334) (Mi #368 B) |             | Колхозница                                      | 0,04 руб. | август 1932 года   | массовый | Дмитрий Голядкин |
| (ЦФА [АО «Марка»] № 336) (Mi #371 B) |             | Рабочий                                         | 0,10 руб. | август 1932 года   | массовый | Александр Волков |
| (ЦФА [АО «Марка»] № 337) (Mi #372 A) |             | Барельефы рабочего, красноармейца и крестьянина | 0,15 руб. | сентябрь 1932 года | массовый | В. К. Куприянов  |
| (ЦФА [АО «Марка»] № 338) (Mi #374 A) |             | Работница                                       | 0,30 руб. | август 1932 года   | массовый | Дмитрий Голядкин |
| (ЦФА [АО «Марка»] № 339) (Mi #392 B) |             | Телеграф                                        | 1,00 руб. | сентябрь 1932 года | массовый | В. Корзун        |

## Комментарии
1. ↑  Коммеморативные марки — обобщённое название специальных художественных (памятных, юбилейных и других) почтовых марок. Для упрощения терминологии в случаях, когда требуется лишь подчеркнуть, что данная марка не является общеупотребляемой (то есть стандартной), под термином «коммеморативная марка» подразумевают, кроме перечисленных выше, также тематические (рисунки которых, посвящены определённой теме коллекционирования) марки. Также все упомянутые марки, объединённые термином «коммеморативная», имеют общую черту: как правило, такие марки изготовляются на высоком полиграфическом уровне[4].
2. ↑  Ниже приведён перечень памятных художественных марок (с возможностью сортировки по номиналу, тиражу и дате введения в обращение).
3. ↑  Спешная почта (экспресс): почтовый мотоцикл. Коричневая. Фототипия на бумаге с горизонтальным водяным знаком «ковер», перфорирована: комбинированная гребенчатая зубцовка 12½:12 (на каждые 2 сантиметра края марки приходится 12½:12 зубцов), 100 (10×10) экземпляров на марочных листах[1][11][12].
4. ↑  Спешная почта (экспресс): почтовый автомобиль. Лиловая. Фототипия на бумаге с вертикальным водяным знаком «ковер», перфорирована: комбинированная гребенчатая зубцовка 12:12½ (на каждые 2 сантиметра края марки приходится 12:12½ зубцов), 100 (10×10) экземпляров на марочных листах[1][11][12].
5. ↑  Спешная почта (экспресс): паровоз. Зелёная. Фототипия на бумаге с вертикальным водяным знаком «ковер», перфорирована: комбинированная гребенчатая зубцовка 12:12½ (на каждые 2 сантиметра края марки приходится 12:12½ зубцов), 100 (10×10) экземпляров на марочных листах[1][11][12].
6. ↑  Авиаэкспресс. Второй Международный полярный год: карта Северного полярного бассейна. Карминово-розовая. Фототипия на бумаге с водяным знаком «ковер», перфорирована, варианты зубцовки:  (ЦФА [АО «Марка»] № 390)  (Mi #410 A) — линейная 12½ (на каждые 2 сантиметра края марки приходится 12½ зубцов),  (ЦФА [АО «Марка»] № 390А)  (Mi #410 B) — линейная 10½ и  (ЦФА [АО «Марка»] № 390Б)  (Mi #410 C) — комбинированная гребенчатая 10½:12, 75 (5×15) экземпляров на марочных листах, суммарный тираж марок со всеми вариантами зубцовки составил 750 тыс. экземпляров[1][2][12].
7. ↑  Авиаэкспресс. Второй Международный полярный год: карта Северного полярного бассейна. Зелёная. Фототипия на бумаге с водяным знаком «ковер», перфорирована, варианты зубцовки:  (ЦФА [АО «Марка»] № 391)  (Mi #411 A) — линейная 12½ (на каждые 2 сантиметра края марки приходится 12½ зубцов) и  (ЦФА [АО «Марка»] № 391А)  (Mi #411 B) — линейная 10½ (на каждые 2 сантиметра края марки приходится 10½ зубцов), 75 (5×15) экземпляров на марочных листах, суммарный тираж марок со всеми вариантами зубцовки составил 750 тыс. экземпляров[1][2][12].
8. ↑  40-летие литературной деятельности Максима Горького: портрет Максима Горького. Коричневая. Фототипия на бумаге с водяным знаком «ковер», перфорирована: комбинированная гребенчатая зубцовка 12½:12 (на каждые 2 сантиметра края марки приходится 12½:12 зубцов), 100 (10×10) экземпляров на марочных листах, суммарный тираж марок  (ЦФА [АО «Марка»] № 392) и  (ЦФА [АО «Марка»] № 392-1) составил 200 тыс. экземпляров[1][13][14].
9. 1 2  Суммарный тираж вариантов марок  (ЦФА [АО «Марка»] № 392) и  (ЦФА [АО «Марка»] № 392-1) — 200 тыс. экземпляров[13][14].
10. ↑  40-летие литературной деятельности Максима Горького: портрет Максима Горького. Коричневая. Фототипия на бумаге с водяным знаком «ковер», с полями, без зубцов, 100 (10×10) экземпляров на марочных листах, суммарный тираж марок  (ЦФА [АО «Марка»] № 392) и  (ЦФА [АО «Марка»] № 392-1) составил 200 тыс. экземпляров[1][13][14].
11. ↑  Дирижаблестроение в СССР: дирижабль над Днепростроем. Серая. Металлография на мелованной бумаге без водяного знака, перфорирована:  (ЦФА [АО «Марка»] № 394)  (Mi #406 A) — линейная зубцовка 12½ (на каждые 2 сантиметра края марки приходится 12½ зубцов),  (ЦФА [АО «Марка»] № 394А)  (Mi #406 B) — линейная 14,  (ЦФА [АО «Марка»] № 394Б)  (Mi #406 C) — линейная 10½, а также  (ЦФА [АО «Марка»] № 394 I)  (Mi #406 U) — без зубцов (с полями), 40 (5×8) экземпляров на марочных листах[1][13][15].
12. ↑  Суммарный тираж вариантов марок  (ЦФА [АО «Марка»] № 394),  (ЦФА [АО «Марка»] № 394А),  (ЦФА [АО «Марка»] № 394Б) и  (ЦФА [АО «Марка»] № 394 I) — 750 тыс. экземпляров[13][15].
13. ↑  10-летие Международной организации помощи борцам революции: рабочий, освобождающий из тюрьмы узников капитала. Красная. Литография на бумаге с вертикальным водяным знаком «ковер», перфорирована: комбинированная гребенчатая зубцовка 12½:12 (на каждые 2 сантиметра края марки приходится 12½:12 зубцов), 100 (10×10) экземпляров на марочных листах[1][13][16].
14. ↑  15-летие Великой Октябрьской революции: Ленин на броневике. Фиолетовая. Фототипия на бумаге с вертикальным водяным знаком «ковер», перфорирована: комбинированная гребенчатая зубцовка 12½:12 (на каждые 2 сантиметра края марки приходится 12½:12 зубцов), 100 (10×10) экземпляров на марочных листах[1][13][14].
15. ↑  15-летие Великой Октябрьской революции: Штурм Зимнего дворца. Коричневая. Фототипия на бумаге с вертикальным водяным знаком «ковер», перфорирована: комбинированная гребенчатая зубцовка 12½:12 (на каждые 2 сантиметра края марки приходится 12½:12 зубцов), 100 (10×10) экземпляров на марочных листах[1][13][14].
16. ↑  15-летие Великой Октябрьской революции: плотина Днепрогэса. Ультрамариновая. Фототипия на бумаге с горизонтальным водяным знаком «ковер», перфорирована: комбинированная гребенчатая зубцовка 12:12½ (на каждые 2 сантиметра края марки приходится 12:12½ зубцов), 100 (10×10) экземпляров на марочных листах[1][13][14].
17. 1 2  Суммарный тираж вариантов марок  (ЦФА [АО «Марка»] № 398) и  (ЦФА [АО «Марка»] № 398 А) — 200 тыс. экземпляров[13][14].
18. ↑  15-летие Великой Октябрьской революции: плотина Днепрогэса. Лилово-синяя. Фототипия на бумаге с горизонтальным водяным знаком «ковер», перфорирована: линейная зубцовка 12½ (на каждые 2 сантиметра края марки приходится 12½ зубцов), 100 (10×10) экземпляров на марочных листах[1][13][14].
19. ↑  15-летие Великой Октябрьской революции: комбайны в поле. Зелёная. Фототипия на бумаге с горизонтальным водяным знаком «ковер», перфорирована: комбинированная гребенчатая зубцовка 12:12½ (на каждые 2 сантиметра края марки приходится 12:12½ зубцов), 100 (10×10) экземпляров на марочных листах[1][13][14].
20. ↑  15-летие Великой Октябрьской революции: Ленин — надежда угнетённых народов. Чёрно-коричневая. Фототипия на бумаге с вертикальным водяным знаком «ковер», перфорирована: комбинированная гребенчатая зубцовка 12½:12 (на каждые 2 сантиметра края марки приходится 12½:12 зубцов), 100 (10×10) экземпляров на марочных листах[1][13][14].
21. ↑  I-я Всесоюзная филателистическая выставка в Москве: Государственный музей имени А. С. Пушкина, чёрно-коричневая. Фототипия на бумаге с вертикальным водяным знаком «ковер», перфорирована: линейная зубцовка 12½ (на каждые 2 сантиметра края марки приходится 12½ зубцов), 75 (5×15) экземпляров на марочных листах[1][13][16].
22. ↑  I-я Всесоюзная филателистическая выставка в Москве: Государственный музей имени А. С. Пушкина, ультрамариновая. Фототипия на бумаге с вертикальным водяным знаком «ковер», перфорирована: линейная зубцовка 12½ (на каждые 2 сантиметра края марки приходится 12½ зубцов), 75 (5×15) экземпляров на марочных листах[1][13][16].
23. ↑  I-я Всесоюзная филателистическая выставка в Москве: Государственный музей имени А. С. Пушкина, сувенирный листок («картонка») 169×119 мм на картоне: 4 марки (две чёрно-коричневых  (ЦФА [АО «Марка»] № 403) и две ультрамариновых  (ЦФА [АО «Марка»] № 404) без клея) 500 штук, из них 25 с надпечаткой «Лучшему ударнику Всероссийского Общества Филателистов». Фототипия на бумаге с вертикальным водяным знаком «ковер», перфорирована: линейная зубцовка 12½ (на каждые 2 сантиметра края марки приходится 12½ зубцов)[1][13][16].
24. ↑  Ниже приведён перечень стандартных марок (с возможностью сортировки по номиналу, тиражу и дате введения в обращение).
25. ↑  Центральный телеграф (Москва), тёмно-синяя. Печать глубокая на бумаге с водяным знаком «теневые квадраты», перфорирована: линейная зубцовка 10½ (на каждые 2 сантиметра края марки приходится 10½ зубцов), 100 (10×10) экземпляров на марочных листах[1][5][8].
26. ↑  Колхозница, лиловая. Печать типографская на бумаге с водяным знаком «ковёр», без зубцов, 100 (10×10) экземпляров на марочных листах[1][9][18]. Официально в обращение не поступали[9].
27. ↑  Рабочий, оливковая. Печать типографская на бумаге с водяным знаком «ковёр», без зубцов, 100 (10×10) экземпляров на марочных листах[1][9][18]. Официально в обращение не поступали[9].
28. ↑  Барельефы рабочего, красноармейца и крестьянина, тёмно-оливковая. Печать типографская на бумаге с водяным знаком «ковёр», без зубцов, 100 (10×10) экземпляров на марочных листах[1][9][18]. Официально в обращение не поступали[9].
29. ↑  Работница, фиолетовая. Печать типографская на бумаге с водяным знаком «ковёр», без зубцов, 100 (10×10) экземпляров на марочных листах[1][9][18]. Официально в обращение не поступали[9].
30. ↑  Центральный телеграф (Москва), тёмно-синяя. Печать глубокая на бумаге с водяным знаком «теневые квадраты», без зубцов, 100 (10×10) экземпляров на марочных листах[1][5][8]. Официально в обращение не поступали[9].